# Carlos Buchanan
Carlos J. Buchanan (ur. ? – zm. ?) – argentyński piłkarz, grający podczas kariery na pozycji obrońcy.

## Kariera klubowa
Carlos Buchanan karierę piłkarską rozpoczął w 1899 w Lobos AC, z którym w tym samym roku zdobył wicemistrzostwo Argentyny.
W latach 1900–1908 występował w klubie Alumni AC. 
Z Alumni siedmiokrotnie zdobył mistrzostwo Argentyny w 1900, 1901, 1902, 1903, 1905, 1906 i 1907.

## Kariera reprezentacyjna
W reprezentacji Argentyny Buchanan występował w latach 1902-1908. W reprezentacji zadebiutował 20 lipca 1902 w wygranym 6-0 meczu z Urugwajem, którym był pierwszym meczem reprezentacji Argentyny w historii.
Ostatni raz w reprezentacji Buchanan wystąpił 15 sierpnia 1908 w zremisowanym 2-2 meczu z Urugwajem, którego stawką była Copa Lipton. Ogółem w barwach albicelestes Buchanan wystąpił 5 razy.
| Mecze i gole w reprezentacji | Mecze i gole w reprezentacji | Mecze i gole w reprezentacji | Mecze i gole w reprezentacji | Mecze i gole w reprezentacji | Mecze i gole w reprezentacji | Mecze i gole w reprezentacji |
| #                            | Data                         | Miasto                       | Przeciwnik                   | Gol                          | Wynik                        | Rozgrywki                    |
| ---------------------------- | ---------------------------- | ---------------------------- | ---------------------------- | ---------------------------- | ---------------------------- | ---------------------------- |
| 1.                           | 20.07.1902                   | Montevideo                   | Urugwaj                      |                              | 6:0                          | mecz towarzyski              |
| 2.                           | 13.09.1903                   | Buenos Aires                 | Urugwaj                      |                              | 2:3                          | mecz towarzyski              |
| 3.                           | 15.08.1906                   | Montevideo                   | Urugwaj                      |                              | 2:0                          | Copa Lipton                  |
| 4.                           | 21.10.1906                   | Buenos Aires                 | Urugwaj                      |                              | 2:1                          | Copa Lipton                  |
| 5.                           | 15.08.1908                   | Montevideo                   | Urugwaj                      |                              | 2:2                          | Copa Lipton                  |